# Mercado Municipal de Odemira
O Mercado Municipal de Odemira é um edifício na vila de Odemira, na região do Alentejo, em Portugal.

## Descrição e história
O imóvel tem acesso pela Rua Dr. Agudo, estando integrado na malha urbana de Odemira, no lado oriental da vila.
O projecto para o edifício foi elaborado em 1979 pelo arquitecto Jorge Viana, e em 1985 o arquitecto Alexandre Bastos preparou o projecto para a sua recuperação.
Em 2012, a Câmara Municipal de Odemira organizou o programa Vila no Mercado, que consistia na disponibilização de espaços de venda no primeiro Sábado de cada mês, no sentido de dinamizar os estabelecimentos de comércio local, e ao mesmo tempo promover o artesanato e outros produtos da região. Em Fevereiro de 2020, a Comissão Concelhia de Odemira do Partido Comunista apresentou um comunicado à população, onde apontou alguns dos problemas que consideravam mais importantes no concelho, incluindo a substituição do telhado municipal de Odemira, cujas telhas eram alegadamente em amianto, de um elevado teor cancerígeno. Em 2021, a autarquia organizou o Fórum do Território no Mercado Municipal, um debate entre a Câmara Municipal e os cidadãos e representantes das entidades locais, sobre as decisões a aplicar no concelho do ponto de vista económico, cultural, ambiental e social. Este evento repetiu-se em Fevereiro do ano seguinte, tendo sido igualmente situado no edifício do Mercado Municipal.

## Leitura recomendada
- Jorge Viana: Arquitecturas, Natureza, Máquina, Sentimento. Oeiras: Câmara Municipal de Oeiras. 2012